# Фела (Вибо Валенција)
Фела је насеље у Италији у округу Вибо Валенција, региону Калабрија.
Према процени из 2011. у насељу је живело 30 становника. Насеље се налази на надморској висини од 316 м.